# Iker Pozo
Iker Pozo La Rosa (Fuengirola, 6 augustus 2000) is een Spaans voetballer die door FC Eindhoven van Manchester City FC gehuurd wordt. Hij is een broer van José Ángel Pozo.

## Carrière
Iker Pozo speelde in de jeugd van Real Madrid en Manchester City. Sinds 2017 speelt hij voor Manchester City onder 23. In het seizoen 2020/21 wordt hij verhuurd aan FC Eindhoven. Hij debuteerde in het betaald voetbal voor Eindhoven op 28 augustus 2020, in de met 1-2 gewonnen uitwedstrijd tegen Jong FC Utrecht.

### Carrière
| Seizoen                        | Club           | Land           | Competitie     | Competitie | Competitie | Beker | Beker | Totaal | Totaal |
| Seizoen                        | Club           | Land           | Competitie     | Wed.       | Dlp.       | Wed.  | Dlp.  | Wed.   | Dlp.   |
| ------------------------------ | -------------- | -------------- | -------------- | ---------- | ---------- | ----- | ----- | ------ | ------ |
| 2020/21                        | → FC Eindhoven | Nederland      | Eerste divisie | 1          | 0          | 0     | 0     | 1      | 0      |
| Carrièretotaal                 | Carrièretotaal | Carrièretotaal | Carrièretotaal | 1          | 0          | 0     | 0     | 1      | 0      |
| Bijgewerkt op 29 augustus 2020 |                |                |                |            |            |       |       |        |        |